# Dandy (livro)
Dandy - em português literalmente Dândi - é um romance do escritor sueco Jan Guillou, publicado em 2012 pela editora Piratförlaget.

## Assunto
A obra narra a vida de Sverre, um dos três irmãos noruegueses Lauritzen, no período de 1901-1919. Sverre é engenheiro mas dedica-se à pintura, vivendo em Inglaterra com o seu amigo inglês Albie. Os dois convivem intensamente com o Grupo de Bloomsbury.

## O grande século (Det stora århundradet)
Dandy (2012) é o segundo livro da série O grande século, uma quadrilogia que reflete o séc. XX.

Esta obra é precedidada por Brobyggarna (20111), e continuada por Mellan rött och svart (2013) e Att inte vilja se (2014).